# Gemma Galgani
Gemma Galgani, kallad "Luccas blomma", född 12 mars 1878 i Capannori, Toscana, död 11 april 1903 i Lucca, Toscana, var en italiensk jungfru och mystiker. Gemma Galgani vördas som helgon inom Romersk-katolska kyrkan. Hennes minnesdag firas den 11 april.
Gemma Galgani upplevde upprepade stigmatiseringar mellan 1899 och 1901. Hon avled av tuberkulos påskafton, den 11 april 1903.

### Webbkällor
- ”Santa Gemma Galgani, vergine”. Santi e Beati. http://www.santiebeati.it/dettaglio/31800. Läst 11 april 2018.